# Araneus alboquadratus
Araneus alboquadratus este o specie de păianjeni din genul Araneus, familia Araneidae, descrisă de Dyal, 1935.
Este endemică în Pakistan. Conform Catalogue of Life specia Araneus alboquadratus nu are subspecii cunoscute.